# Cadurcia fascicauda
Cadurcia fascicauda là một loài ruồi trong họ Tachinidae.